# Jean Landry
Jean Baptiste Octave Landry de Thézillat (10 de octubre de 1826 - 1 de noviembre de 1865) fue un médico e investigador francés. Se le atribuye el descubrimiento del síndrome de Guillain-Barré, un trastorno paralítico también conocido como parálisis ascendente de Landry, pero comúnmente conocido por Georges Guillain y Jean Alexandre Barré, quien investigó más adelante sobre este tema.

## Biografía
Nació en Limoges, Haute-Vienne en 1826, y se convirtió en médico porque era la profesión de su tío. En la década de 1850, trató a víctimas del cólera en el departamento francés de Oise, y desde ese momento estuvo involucrado en la investigación de enfermedades. En 1857, se casó con Claire Giustigniani (1832-1901), quien vivió 36 años después de su muerte.
En 1859, documentó diez casos (cinco de los suyos, cinco sobre los que leyó) del trastorno y los denominó "parálisis ascendente". Señaló tres formas diferentes, Parálisis ascendente sin signos ni síntomas sensoriales, Parálisis ascendente con anestesia concomitante y analgesia, Trastorno generalizado progresivo con parálisis y signos sensoriales.
Murió en Auteuil en 1865, habiendo sido contagiado de cólera de los pacientes que estaba tratando.